# Sainte-Blandine (Deux-Sèvres)
Sainte-Blandine és un municipi francès situat al departament de Deux-Sèvres i a la regió de la Nova Aquitània. L'any 2007 tenia 618 habitants.

## Demografia

### Població
El 2007 la població de fet de Sainte-Blandine era de 618 persones. Hi havia 224 famílies de les quals 39 eren unipersonals (8 homes vivint sols i 31 dones vivint soles), 71 parelles sense fills, 102 parelles amb fills i 12 famílies monoparentals amb fills.
La població ha evolucionat segons el següent gràfic:
Habitants censats

### Habitatges
El 2007 hi havia 257 habitatges, 225 eren l'habitatge principal de la família, 11 eren segones residències i 21 estaven desocupats. 255 eren cases i 1 era un apartament. Dels 225 habitatges principals, 194 estaven ocupats pels seus propietaris, 29 estaven llogats i ocupats pels llogaters i 3 estaven cedits a títol gratuït; 1 tenia una cambra, 2 en tenien dues, 12 en tenien tres, 64 en tenien quatre i 147 en tenien cinc o més. 187 habitatges disposaven pel capbaix d'una plaça de pàrquing. A 77 habitatges hi havia un automòbil i a 140 n'hi havia dos o més.

### Piràmide de població
La piràmide de població per edats i sexe el 2009 era:
| Homes | Edats   | Dones |
| ----- | ------- | ----- |
| 0     | 95 o +  | 0     |
| 8     | 90 a 94 | 4     |
| 0     | 85 a 89 | 0     |
| 8     | 80 a 84 | 8     |
| 4     | 75 a 79 | 12    |
| 4     | 70 a 74 | 4     |
| 20    | 65 a 69 | 20    |
| 20    | 60 a 64 | 20    |
| 8     | 55 a 59 | 4     |
| 20    | 50 a 54 | 8     |
| 4     | 45 a 49 | 20    |
| 20    | 40 a 44 | 24    |
| 16    | 35 a 39 | 28    |
| 32    | 30 a 34 | 12    |
| 4     | 25 a 29 | 16    |
| 4     | 20 a 24 | 12    |
| 20    | 15 a 19 | 20    |
| 20    | 10 a 14 | 24    |
| 32    | 5 a 9   | 8     |
| 20    | 0 a 4   | 20    |

## Economia
El 2007 la població en edat de treballar era de 395 persones, 305 eren actives i 90 eren inactives. De les 305 persones actives 292 estaven ocupades (158 homes i 134 dones) i 13 estaven aturades (6 homes i 7 dones). De les 90 persones inactives 30 estaven jubilades, 39 estaven estudiant i 21 estaven classificades com a «altres inactius».

### Ingressos
El 2009 a Sainte-Blandine hi havia 245 unitats fiscals que integraven 689 persones, la mediana anual d'ingressos fiscals per persona era de 17.132 €.

### Activitats econòmiques
Dels 20 establiments que hi havia el 2007, 6 eren d'empreses de construcció, 5 d'empreses de comerç i reparació d'automòbils, 1 d'una empresa de transport, 1 d'una empresa d'hostatgeria i restauració, 1 d'una empresa d'informació i comunicació, 1 d'una empresa immobiliària, 3 d'empreses de serveis, 1 d'una entitat de l'administració pública i 1 d'una empresa classificada com a «altres activitats de serveis».
Dels 10 establiments de servei als particulars que hi havia el 2009, 2 eren tallers de reparació d'automòbils i de material agrícola, 2 paletes, 1 guixaire pintor, 2 fusteries, 1 empresa de construcció, 1 agència immobiliària i 1 saló de bellesa.
L'any 2000 a Sainte-Blandine hi havia 30 explotacions agrícoles que ocupaven un total de 1.940 hectàrees.

## Equipaments sanitaris i escolars
El 2009 hi havia una escola maternal integrada dins d'un grup escolar amb les comunes properes formant una escola dispersa.

## Poblacions més properes
El següent diagrama mostra les poblacions més properes.